# Subappennino toscano
Il Subappennino toscano è una parte della catena degli Appennini. Raccoglie i massicci montuosi di natura subappenninica presenti in Toscana ed è collegato all'Appennino tosco-emiliano ed all'Appennino tosco-romagnolo.

## Descrizione

### Orografia

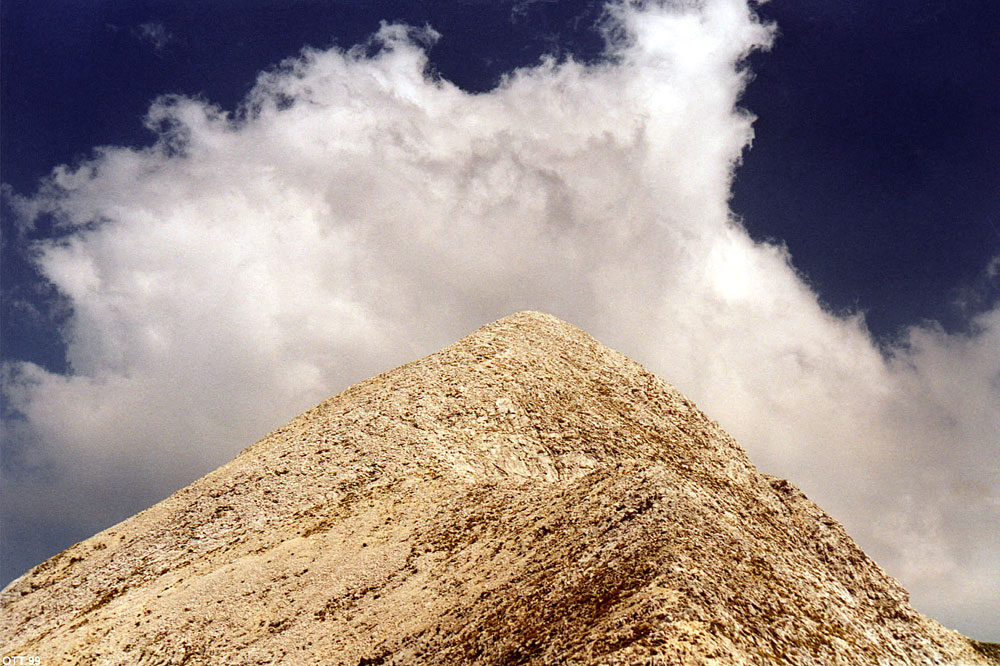
Monte Tambura

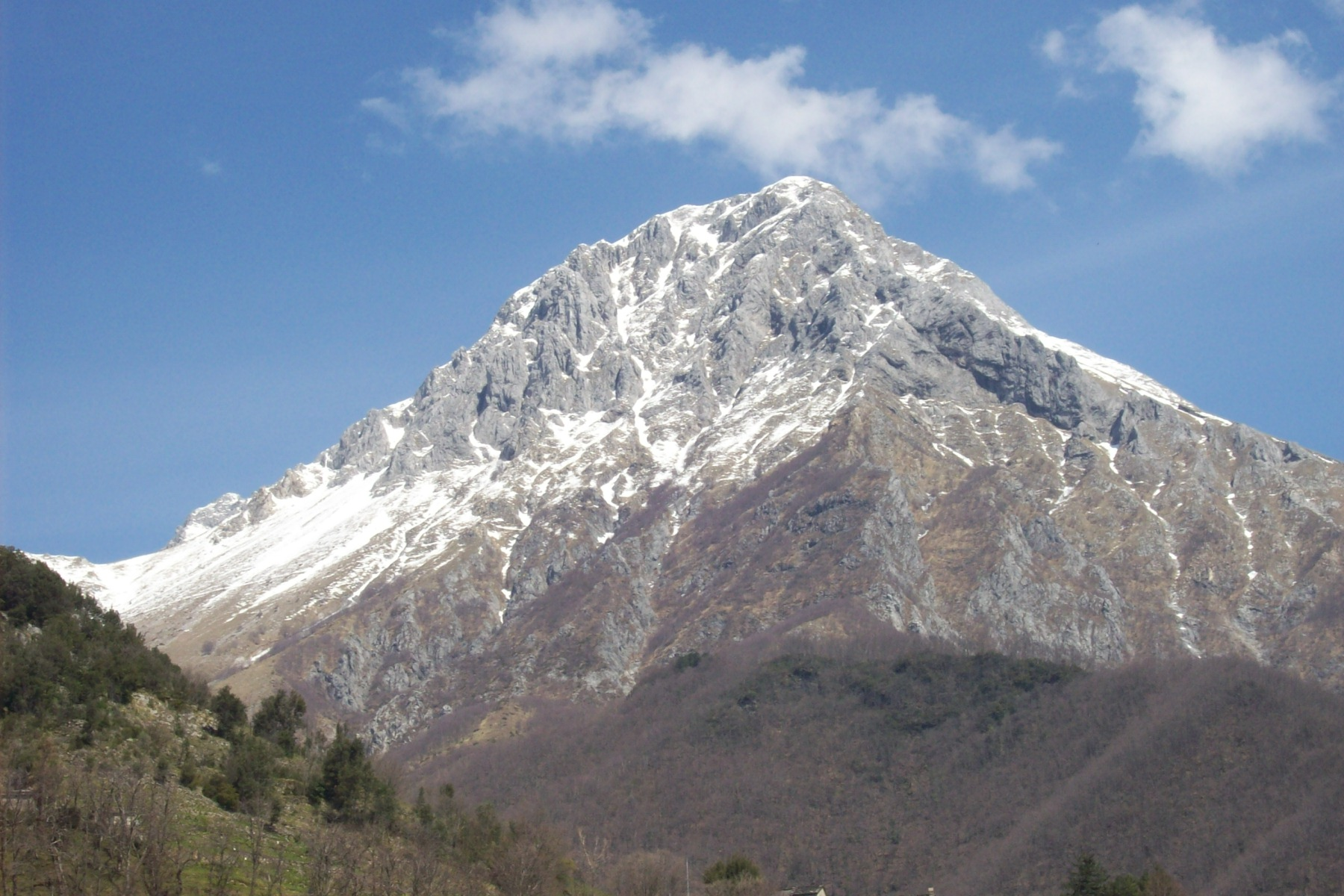
Pania della Croce

Il Subappennino toscano è costituito dalle seguenti catene:
- Alpi Apuane (dette anche Alpi di Garfagnana). Formano una catena lunga circa 60 km dalle foci della Magra a quelle del Serchio. Le vette principali sono: Monte Pisanino (1946 m), la vetta più alta, Monte Tambura (1891 m), Monte Cavallo (1888 m). La zona è famosa per le cave di Marmo di Carrara esportato in tutto il mondo.
- Monte Pisano. La catena del Monte Pisano forma un prolungamento delle Alpi Apuane tra il Serchio e l'Arno. La vetta più alta è il Monte Serra (917 m)
- Monti Pistoiesi. Si staccano dalle sorgenti del Reno e si dirigono verso sud-ovest formano la val di Nievole e la val di Pescia. Il ramo che corre lungo il Serchio è il più alto con il Monte Battifolle (1176 m); l'altro più basso separa l'Ombrone dalla Pescia e prende il nome di Monte Albano.
- Monti del Mugello e di Calvana. I primi delimitano la valle omonima. Vetta più alta è il Monte Giovi (992 m); i secondi partono dalle sorgenti della Sieve e arrivano fino a Prato.
- Pratomagno. È una catena ben distinta che sorge al centro della zona di forma ellittica formata dall'Arno ed il Sieve. Forma con gli Appennini la valle longitudinale del Casentino.
- Alpe di Catenaia. Parte dal Monte Fumaiolo, sorgente del Tevere, di cui accompagna il primo tratto della riva destra in direzione nord-sud. Arriva fino al Monte Paglia in corrispondenza della depressione di Anghiari.

### Montagne principali
- Monte Pisanino - 1.946 m
- Monte Tambura - 1.891 m
- Monte Cavallo - 1.888 m
- Pania della Croce - 1.858 m
- Monte Sagro - 1.752 m
- Croce del Pratomagno - 1.592 m
- Secchieta - 1.449 m
- Il Castello - 1.414 m
- Monte Forato - 1.230 m
- Monte Battifolle - 1.176 m
- Monte Giovi - 992 m
- Monte Serra - 917 m
- Monte Maggiore - 916 metri
- Monte Folgorito - 912 metri